# Humberto Mauro da Silva Teixeira
Humberto Mauro da Silva Teixeira, mais conhecido como Humberto (Volta Redonda, 10 de dezembro de 1966), é um ex-futebolista brasileiro que atuava como atacante.

## Carreira
Atacante veloz e matador, atuou em diversos clubes, entre eles os brasileiros Vitória, Fluminense, Grêmio (onde atuou na campanha vitoriosa da Libertadores e do vice-campeonato mundial interclubes de 1995) e Guarani, e o kuwaitiano Yarmouk S.C. Porém, fez fama atuando pelo Volta Redonda Futebol Clube. Além de ser o maior artilheiro da história do Voltaço com 79 gols marcados, ajudou a equipe a conquistar seus principais títulos e é considerado por muitos o maior ídolo da história do clube, ainda por cima tendo nascido na cidade.[carece de fontes?]
Em 2013, numa partida contra o Avaí, no Estádio Raulino de Oliveira, válida pela Copa do Brasil daquele ano, Humberto foi homenageado pela diretoria do Voltaço por ser o maior artilheiro da história do clube.
| “ | “Muito bacana essa iniciativa da diretoria. Foi gratificante receber uma homenagem dessa e eu só tenho a agradecer por ter sido lembrado.” | ” |

## Carreira pós-jogador
Atualmente é professor de Educação Física na rede municipal de Volta Redonda.[carece de fontes?]

## Títulos
Avaí FC
- Campeonato Brasileiro de Futebol - Série C: 1998

Volta Redonda
- Segunda Divisão do Campeonato Carioca: 2004
- Taça Guanabara: 2005